# Comin' from Where I'm From
Albums de Anthony Hamilton
XTC
(1996) Soulife
(2005)
Comin' from Where I'm From est le second album du chanteur américain de RnB/neo soul Anthony Hamilton, sorti le 15 juillet 2003 sur les labels So So Def Recordings/Zomba Label Group/Arista Records. Dès sa sortie, il se classa à la 33e place dans le classement américain Billboard 200 en octobre 2003 avec 33000 exemplaires vendus en première semaine, restant 76 semaines dans le classement. Ce succès fut encore plus important dans le classement Top R&B/Hip-Hop Albums où il commença à la 7e place (atteignant même la 6e place la semaine suivante) et où il restera 100 semaines. Cet album obtint la certification Platinium de la RIAA au début de l'année 2004 en ayant vendu 1,2 million de copies aux États-Unis. Le single Charlene, à l'heure actuelle le plus important succès d'Hamilton, atteignit la 9e place du classement Billboard Hot 100 et accéda au Top 5 du classement Hot R&B/Hip-Hop Songs.
Cet album rapporta à Hamilton trois nominations à la 46e édition des Grammy Awards, « Meilleure performance vocale RnB traditionnelle » et « Meilleure chanson RnB » pour la chanson Comin' from Where I'm From, et « Meilleur album RnB Contemporain ». Il fut aussi nommé à la 47e édition des Grammy Awards dans la catégorie « Meilleure performance vocale RnB masculine » pour sa chanson Charlene.

## Liste des titres
1. "Mama Knew Love" (Anthony Hamilton, Shawn Carter, Al Green) – 3:28
2. "Cornbread, Fish & Collard Greens" (Hamilton, James Poyser, Diedra Artis) – 4:33
3. "Since I Seen't You" (Hamilton, Mark Batson, Maya Jones) – 3:15
4. "Charlene" (Hamilton, Batson) – 4:06
5. "I'm a Mess" (Hamilton, Cedric Solomon, Jeanine Smith) – 4:24
6. "Comin' from Where I'm From" (Hamilton, Batson) – 4:00
7. "Better Days" (Hamilton, David Balfour, Eric Coomes) – 3:02
8. "Lucille" (Hamilton, Balfour, Coomes, Tyler Coomes, Roger Bowling, Hal Bynum) – 4:28
9. "Float" (Hamilton, Junius Bervine) – 5:41
10. "My First Love" (featuring LaToiya Williams) (Hamilton) – 6:14
11. "Chyna Black" (Hamilton) – 3:59
12. "I Tried" (Hamilton, Poyser) – 5:02

### Édition japonaise
1. "Comin' from Where I'm From" (Version Rap)

## Classements
| Classement (2003)                     | Meilleure Position |
| ------------------------------------- | ------------------ |
| U.S. Billboard 200                    | 33                 |
| U.S. Billboard Top R&B/Hip-Hop Albums | 6                  |
| Classement (2004)                     | Meilleure Position |
| U.S. Billboard Comprehensive Albums   | 53                 |

## Historique des sorties
| Pays        | Date              | Label                  |
| ----------- | ----------------- | ---------------------- |
| États-Unis  | 15 juillet 2003   | So So Def/Zomba/Arista |
| Canada      | 15 juillet 2003   | Sony                   |
| Allemagne   | 20 octobre 2003   | Sony BMG               |
| Australie   | 12 novembre, 2003 | BMG                    |
| Japon       | 25 janvier 2004   | BMG                    |
| Royaume-Uni | 26 janvier 2004   | Arista                 |
| Pays-Bas    | 5 juillet 2004    | BMG                    |